# Varennes-lès-Mâcon
Varennes-lès-Mâcon este o comună în departamentul Saône-et-Loire, Franța. În 2009 avea o populație de 553 de locuitori.

## Evoluția populației
| An        | 1975 | 1982 | 1990 | 1999 | 2006 | 2009 |
| --------- | ---- | ---- | ---- | ---- | ---- | ---- |
| Populație | 429  | 455  | 438  | 480  | 518  | 553  |